# Hannoversche Baumwollspinnerei und -weberei

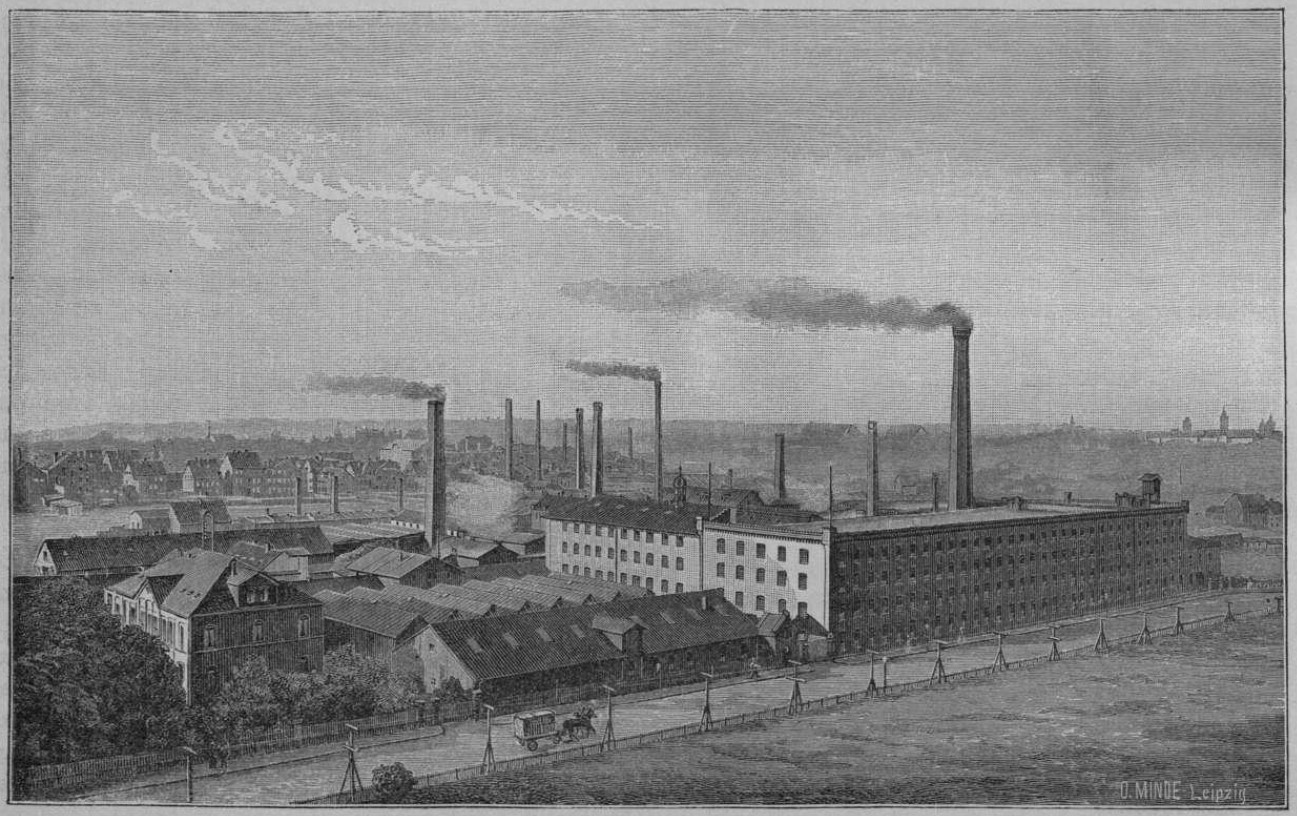
Die Hannoversche Baumwollspinnerei und -weberei um 1890; im Hintergrund rechts das Welfenschloss;
Holzstich von Otto Minde, Leipzig

Die Hannoversche Baumwollspinnerei und -weberei wurde 1853 von Adolph Meyer und Alexander Abraham Cohen in Hannover als Aktiengesellschaft gegründet. Sie war eine der ersten Großspinnereien im Königreich Hannover und mit einem für die damalige Zeit enormen Aktienkapital von 1 Million Talern von Anfang an eine der größten.

## Geschichte
Die Spinnerei wurde als erste Fabrik ihrer Art in Deutschland nach dem „Fairbairnschen System“ erbaut (Integration von Maschinen und Transmissionsanlagen in die Architektur, Bau ohne Holz, aus feuerresistenten Materialien). Der aus England verpflichtete Ingenieur William Fairbairn lieferte auch den Entwurf für die gesamte Fabrikarchitektur.

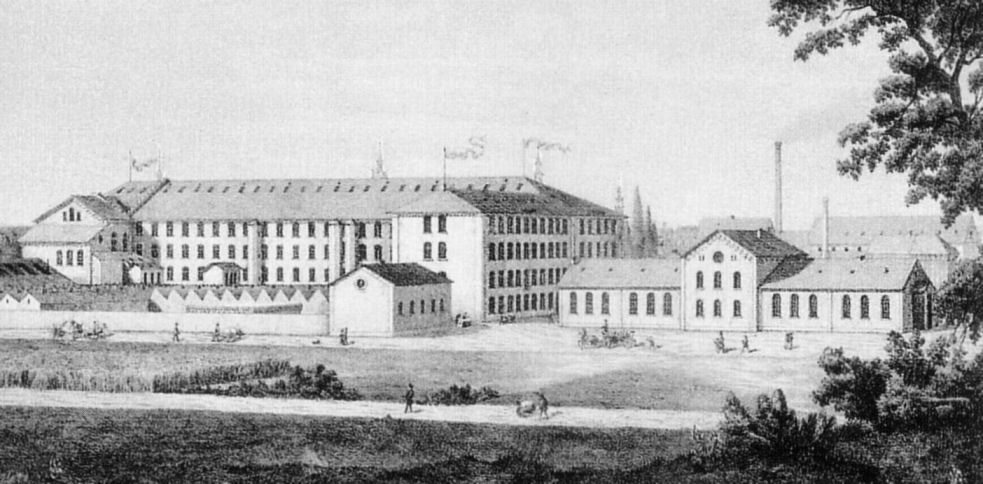
Die Hannoversche Baumwollspinnerei und -weberei um 1860

Nach der Gründungsphase wurde der Betrieb 1855 auf dem Gebiet des damals selbständigen Dorfes Linden (auf dem Gelände des heutigen Heizkraftwerks Linden an der jetzigen Spinnereistraße) aufgenommen. Er war als eine Art Tochtergesellschaft der benachbarten Mechanischen Weberei gedacht, jedoch rechtlich eigenständig. Die Fabrik war ausgelegt für 668 automatische Spinnmaschinen mit 52.160 Feinspindeln sowie 400 mechanischen Webstühlen. Ab Anfang der 1860er Jahre wurde die Herstellung von Nessel und Kattun erheblich eingeschränkt, da Konkurrenzunternehmen aus Westfalen diese Gewebe billiger produzierten. Ein Jahrzehnt später waren jedoch schon 78.000 Spindeln in Betrieb, nun wurden rund 4,3 Millionen Pfund rohes Stopfgarn („Twist“) produziert. Das sehr rationell arbeitende Unternehmen hatte mit verschiedenen Neuerungen erheblichen Anteil an der Entwicklung dieses Industriezweiges in Deutschland.
Das Geschäftsjahr 1871/72 trug einen Rekordgewinn von 1/3 des Aktienkapitals ein. Im nächsten Jahr wurde 1872 der Beschluss gefasst, eine eigene Webersiedlung zu bauen. 1874 waren neben 350 Männern auch 442 Frauen und Mädchen und 100 Kinder beschäftigt.
Im Zuge der Weltwirtschaftskrise musste das Unternehmen 1929 – ebenso wie die naheliegenden Mittelland Gummiwerke – Konkurs anmelden und wurde 1939 geschlossen.

## Weitere Persönlichkeiten
- Adolf Grahn (1841–1916), angestellter Kaufmann, gilt als ältester Turnführer in Niedersachsen[2]